# Brunkronad sparv
Brunkronad sparv (Arremon crassirostris) är en fågel i familjen amerikanska sparvar inom ordningen tättingar.

## Utseende
Brunkronad sparv är en medelstor medlem av familjen. Fjäderdräkten är olivgrön med kontrasterande gul buk, vitt mustaschstreck, mörkgrått ansikte och rostbrun hjässa. Könen är lika.

## Utbredning och systematik
Fågeln förekommer i fuktiga bergsskogar i Costa Rica och västra Panama. Ett bestånd på Cerro Tacarcuna i östligaste Panama och närliggande Colombia brukar behandlas som en del av denna art, men står genetiskt närmare ravinsparven. Detta har dock ännu inte lett till några taxonomiska förändringar. Arten behandlas som monotypisk, det vill säga att den inte delas in i några underarter.

### Familjetillhörighet
Tidigare fördes de amerikanska sparvarna till familjen fältsparvar (Emberizidae) som omfattar liknande arter i Eurasien och Afrika. Flera genetiska studier visar dock att de utgör en distinkt grupp som sannolikt står närmare skogssångare (Parulidae), trupialer (Icteridae) och flera artfattiga familjer endemiska för Karibien.

## Levnadssätt
Brunkronad sparv ses vanligen i par eller små familjegrupper, ofta när den söker genom torra löv på marken efter föda, eller lågt i ett svår kring ett skogskantat vattendrag. Fågeln tenderar att vara rätt skygg.

## Status
Trots det begränsade utbredningsområdet och att den tros minska i antal anses beståndet vara livskraftigt av internationella naturvårdsunionen IUCN. Beståndet uppskattas till i storleksordningen 50 000 till en halv miljon vuxna individer.